# Ядерное горение кремния

Внутренняя структура массивной звезды в конце жизни.

Горе́ние кре́мния — последовательность термоядерных реакций, протекающая в недрах массивных звёзд (минимум 8—11 солнечных масс), в ходе которой происходит превращение ядер кремния в ядра более тяжёлых элементов. Для данного процесса необходимо наличие высокой температуры (2,7—3,5⋅109 K, что соответствует кинетической энергии 230—300 кэВ) и плотности (105—106 г/см³). Стадия горения кремния следует за стадиями горения водорода, гелия, углерода, неона и кислорода; она является финальной стадией эволюции звезды за счёт термоядерных процессов. После её окончания в ядре звезды больше не остаётся доступных термоядерных источников энергии, поскольку в результате горения кремния образуются ядра группы железа, которые имеют максимальную энергию связи на один нуклон и более неспособны к термоядерным экзотермическим реакциям. Прекращение энерговыделения приводит к потере способности звёздного ядра противодействовать давлению внешних слоёв, к катастрофическому коллапсу звезды и вспышке сверхновой типа II.

## Ядерные реакции
За счёт высокой температуры происходит частичная фотодезинтеграция ядер кремния в реакциях (γ, α), (γ, p), (γ, n). Образовавшиеся в результате альфа-частицы, протоны и нейтроны начинают реагировать с оставшимися ядрами кремния. В результате множества реакций образуются более тяжёлые элементы, в том числе элементы около железа. Примерами таких реакций, например, являются:
28Si + 4He ↔ 32S + γ
32S + 4He ↔ 36Ar + γ
36Ar + 4He ↔  40Ca + γ
40Ca + 4He ↔  44Ti + γ
44Ti + 4He ↔  48Cr + γ
48Cr + 4He ↔  52Fe + γ
52Fe + 4He ↔  56Ni + γ
Прямая реакция типа «кремний+кремний»
28Si + 28Si → 56Ni + γ (Q ≈ 10,9 МэВ)
маловероятна из-за большого кулоновского барьера.

## Горение кремния в звёздах
Горение кремния это конечная стадия термоядерного синтеза в ядрах звёзд, самая быстрая фаза звездной эволюции. Для массивных звезд (более 25 солнечных масс) длительность горения кремния оценивается всего в 1 день. Горение более тяжёлых элементов не происходит, поскольку при таких реакциях энергия уже не выделяется, а поглощается.
Такая малая продолжительность ядерных реакций с тяжёлыми элементами объясняется не только уменьшением энергетического выхода в пересчёте на нуклон. Сказывается общая большая светимость массивных звёзд, в результате чего излучаемая энергия на единицу массы на порядки выше, чем у карликов типа Солнца. Однако основным фактором сокращения времени ядерных реакций с участием тяжёлых элементов является так называемое нейтринное охлаждение: при температурах более миллиарда кельвинов столкновение гамма-квантов с ядрами может порождать пары нейтрино-антинейтрино. С дальнейшим ростом температур доля энергии, уносимая нейтринными парами всё больше растёт, причём для нейтрино ядро звезды прозрачно (они беспрепятственно уносят энергию), ядро всё больше сжимается, и последние происходящие ядерные реакции могут происходить в форме взрыва.